# Мъглиж
Мъглѝж е град в Южна България. Той се намира в област Стара Загора и е в близост до градовете Казанлък, Гурково и Николаево. Център на община Мъглиж.
По данни на ГРАО към 15 юни 2023 г. в града живеят 3251 души по настоящ адрес и 3293 души по постоянен адрес.

## География
Мъглиж се намира в Казанлъшката котловина, в подножието на Стара планина.

## Религии
Хората в града са източноправославни. Други религии няма. В града има две църкви и един манастир извън него:
- Православен храм „Свети Димитър“ в горната махала. Строежът на църквата е започнат от майстор Колю Фичето (Никола Фичев), но скоро след това той се разболява и строежа поема един от неговите най-добри ученици – уста Генчо Новаков. Той е автор и на иконостаса. Църквата е уникална като архитектура и е обявена за паметник на културата. Основният камък на храма е положен през 80-те години на XIX век, а освещаването е станало през 1891 г. на Димитровден;
- Православен храм „Успение на Света Богородица“ в долната махала;
- Манастир „Свети Николай“ на 2 км северно от града.

## Обществени институции
- Община Мъглиж в центъра, на адрес пл. „Трети март“ 32
- Основно училище „Христо Ботев“
- Професионална гимназия по селско стопанство „Гео Милев“
- Средно училище за деца с увреден слух
- целодневна детска градина
- държавно горско стопанство
- офиси на банки ЦКБ и ДСК в центъра
- поликлиника
- читалище „Пробуда – 1869“

## Забележителности
Тръгвайки от автогара Мъглиж на север, вдясно от пътя до самата река, е красивата църква „Свети Димитър“. Пътят се вие покрай самата река, докато достигне северния край на Мъглиж и местността Баралъка (Етнографски комплекс „Барите“). Барите са прекрасно място за отдих – красиви поляни, пенлив водопад, действаща бара. Оттук има три възможности за туристически излет. Вляво от барите се намира старинният манастир „Свети Николай“, над него в посока към върха е природозащитеният обект „Винишки камък“. Родолюбив българин е вкопал в скалите иконата „Света Троица“. За най-издръжливите маршрутът продължава до върха, наречен Попък. Според легендите там е имало параклис „Света Марина“, а в скалите на самия връх все още има изворче.
Слизането от върха е най-удобно през полегатите поляни на запад, до местността Равня, оттам асфалтов път води до местността Кръста и „Паметника на септемвриеца“. От него се вижда целият град като на длан, а стъпалата надолу отвеждат отново на автогарата.
От Баралъка на север по течението на реката, на около 40 минути път край страховити скали, сенчести полянки и вирчета, и след многократно пресичане на реката, се стига до водопада Големия скок.
Отново от „Барите“, по пътя за с. Селце се стига до крепостта Горненски град. На първия обратен десен завой, вляво, на около метър височина, започва широк черен път, който отвежда първо на изворчето Света вода, а оттам и на крепостта. Иманярски набези са разрушили част от крепостните стени. Крепостта е превземана и разрушавана от Михаил Глава Тарханиот в Средновековието и последно – по време на Освобождението. От крепостта тръгват пътища към друга природна забележителност – „Чепел камък“. От Горненския град на север по асфалтовия път може да се продължи към с. Селце и Еловска поляна.
Крепостта „Долненски град“ се намира по пътя за с. Дъбово. След като напуснете пределите на Мъглиж в посока Бургас, след около километър отляво на пътя има асфалтова отбивка, която се превръща в черен път, минаващ покрай могилите и каптажите за вода. Самата крепост се намира на север по този път, на границата между равнината и боровата гора. Все още стоят дебели зидове и пръсната из тях керамика, и чакат археолозите.

### Музеи
- Мъглиж разполага с една от най-богатите сбирки от минерали и полезни изкопаеми в България. Дарена е на града от академик Йовчо Смилов Йовчев, родом от Мъглиж. Сбирката е изложена в сградата на читалището.
- Изложба от картини на художници от Мъглиж и картини, рисувани върху коприна от малките художници на града, могат да бъдат видени в Центъра за работа с деца – в сградата на киното на 3-ти етаж.
- Читалище „Пробуда 1869“, адрес пл. „Трети март“ 32, тел. 04321/20 – 68. Читалището разполага с голяма библиотека, компютърна зала с Интернет, обучава групи по народни танци, коледарска и лазарска група, стари градски песни и др.

### Природни забележителности
- Скоковете при Мъглиж – така се наричат двата водопада, които се намират на Селченска река (Мъглижка река), спускаща се през старопланинска клисура над град Мъглиж. Водопадите са обявени за природна забележителност през 1965 г.

Водопад Големият скок се намира на около 40 минути път край страховити скали, сенчести полянки и вирчета и след многократно пресичане на реката. Намира се в подножието на Шипченско-Тревненска планина, в Средна Стара планина на височина 600 m. Височината му е 15 m.
Водопадът Малкият скок – намира се преди Големия скок и представлява малък пад с образуван вир.
- Винишки камък – природозащитен обект, свързан с християнството. Представлява скално образувание, намира се над Мъглижки манастир, в посока север. На върха на скалата е издигнат голям кръст, който се вижда отдалеч. Подходяща е за скално катерене.

### Други
- Мъглижка гробница – спада към архитектурния тип на куполните гробници. Тя е паметник на културата с национално значение. През лятото на 1965 г. на около 3 km западно от гр. Мъглиж, във връзка със строителството на промишлен обект се е наложило разкопаването на тракийска надгробна могила с височина 13 m и диаметър при основата 48 m. Тя е част от голям могилен некропол, разположен върху голяма площ до южните склонове на Балкана.
- Паметник на загиналите във войните – паметникът се намира на площада в центъра на града. Представлява наклонена конструкция, облицована с тъмносив мрамор и тъмнозелен гранит. Разделен е на четири части – трите са мраморни и върху тях са изписани имената на 166 загинали жители от града от Първата световна война, Междусъюзническата война, Балканската война и Втората световна война. На четвъртата част – гранитната, има релефен почетен знак и надписите „Българийо, за тебе те умряха...“, и „От признателните потомци на гр. Мъглиж“.
- Конна база „Бага-тур“ – конната база на прабългарска школа за оцеляване Бага-Тур (Багатур)се намира в източния край на Мъглиж.[4] Целта на базата е да дава възможност за практикуване на различните видове езда, както и възможност за работа със старите български оръжия – стрелба с лък, работа с бич, сабя, аркан и др.

## Редовни събития
- Всяка година на Цветница гражданите на Мъглиж отбелязват празника на своя град. Организират се общоградски тържества с разнообразна културно-музикална програма.

## Мъглижани
Родени в Мъглиж
- Йовчо Йовчев – геолог, академик
- Калиник Врачански – митрополит
- Минчо Йовчев – политик
- Неделчо Чернев – филмов и театрален режисьор
- Никола Манолов – политик, секретар на Държавния съвет на НРБ
- Петър Чернев – актьор
- Стефан Гецов – актьор
- Стоян Владев (1873 – ?), деец на ВМОРО, участник в Илинденско-Преображенското въстание в 1903 година[5]
- Таньо Клисуров – поет
- Теодора Малешкова – художничка
- Стоян Съргойчев – физик

Свързани с Мъглиж
- Христо Танев – художник